# Diopsis macquartii
Diopsis macquartii är en tvåvingeart som beskrevs av Guérin-Méneville 1844. Diopsis macquartii ingår i släktet Diopsis och familjen Diopsidae. Inga underarter finns listade i Catalogue of Life.